# Historiografia Czampy
Historiografia nieistniejącego już państwa Czamów położonego na wschodnim wybrzeżu półwyspu indochińskiego na terytorium dzisiejszego Wietnamu Środkowego. Historia Czampy budzi wiele kontrowersji ze względu na skąpe i fragmentaryczne materiały dostępne dla badań historycznych. Przyjmuje się, że Czampa powstała w roku 192 n.e. i przetrwała do roku 1832.

## Pochodzenie ludności Czampy

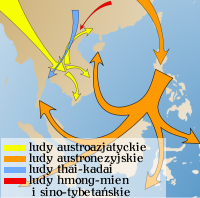
Wędrówki ludów w Azji Południowo-Wschodniej

W drugiej połowie I tysiąclecia p.n.e. ludy austronezyjskie zaczęły zasiedlać wschodnie wybrzeża Indochin. Kupcy, piraci i różnego autoramentu żeglarze zakładali swoje bazy w ujściach rzek Środkowego Wietnamu. Ich pochodzenie potwierdzają stanowiska archeologiczne kultury Sa Huỳnh wykazujące duże związki ze stanowiskami na Borneo i nikłe z dominującą w północnym Wietnamie kulturą Đông Sơn. Przypuszczalne kierunki rozprzestrzeniania się ludności na terenie Indochin przedstawia mapka. Osiedleni na tym terenie mon-khmerzy zostali podporządkowani lub odepchnięci w góry, a z czasem również podporządkowani wojowniczym przybyszom. Powstałe w ten sposób wieloetniczne społeczeństwo stanowiło ludność ówczesnej Czampy. 

## Źródła badań historycznych
Historiografia Czamów opiera się na dwóch niezależnych od siebie kategoriach źródeł:
- Zachowane obiekty (świątynie), rzeźby i wyniki badań archeologicznych. Teksty w sanskrycie, lub językach lokalnych, czamskim lub khmerskim odczytane z inskrypcji paleograficznych wykonanych pismem sylabicznym, pochodzącym od pisma indyjskiego brahmi. Datowanie tych obiektów określone zostało według umieszczonych na nich dat kalendarza indyjskiego saka, a w przypadku ich braku wykonane metodami archeologicznymi lub paleograficznymi.
- Zapisy na temat Indochin w kronikach chińskich i wietnamskich. Zapisy te wykonane zostały pismem chińskim, z wykorzystaniem transkrypcji fonetycznej nazw własnych. Daty podane zostały według kalendarza chińskiego.

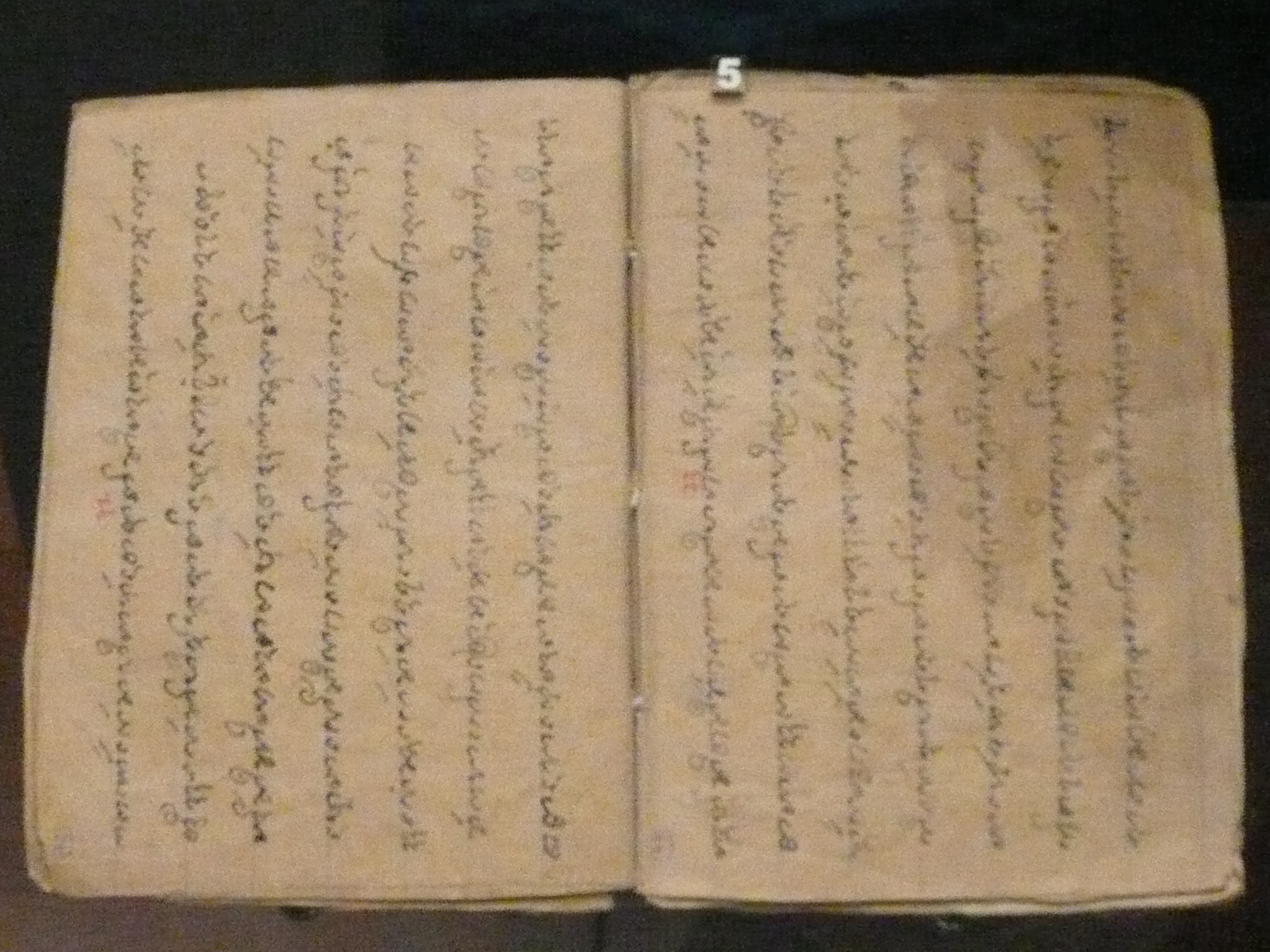
Manuskrypt Czamski z początku XVIII w.

Ostatnio w badaniach historycznych uwzględnia się również kroniki Czamów, ręcznie kopiowane teksty pochodzące z okresu od XVI do początków XIX w., pisane nowoczesnym pismem czamskim, uważane dawniej za zbiór legend i opowieści. Kroniki te, oraz pochodzący z XVIII i XIX w. zbiór dokumentów nazywany Królewskie Archiwa Czamów są obecnie coraz częściej wykorzystywane jako źródła.

### Pozostałości materialne Państwa Czamów
Pozostałości po kulturze Czamów można podzielić terytorialnie na cztery grupy odpowiadające historycznym krainom tego regionu:
- Amarawati (prowincja Quảng Nam), z centrum w dolinie Thu Bồn, gdzie ulokowane są sanktuaria Mỹ Sơn, Trà Kiệu i Đồng Dương. Najstarsze budowle w Mỹ Sơn pochodzą z VII w.
- Panduranga (prowincje Ninh Thuận i Bình Thuận) z budowlami w okolicach miast Phan Rang i Phan Thiết. Początki świątyni Hòa Lai, niedaleko Phan Rang, datuje się na VIII w.
- Kauthara (Prowincja Khánh Hòa). Świątynia Po Nagar w Nha Trang, której zachowane części pochodzą z VIII-XIII w.
- Widżaja (Prowincja Bình Định) z budowlami nieco młodszymi, datowanymi na XI-XIII w.

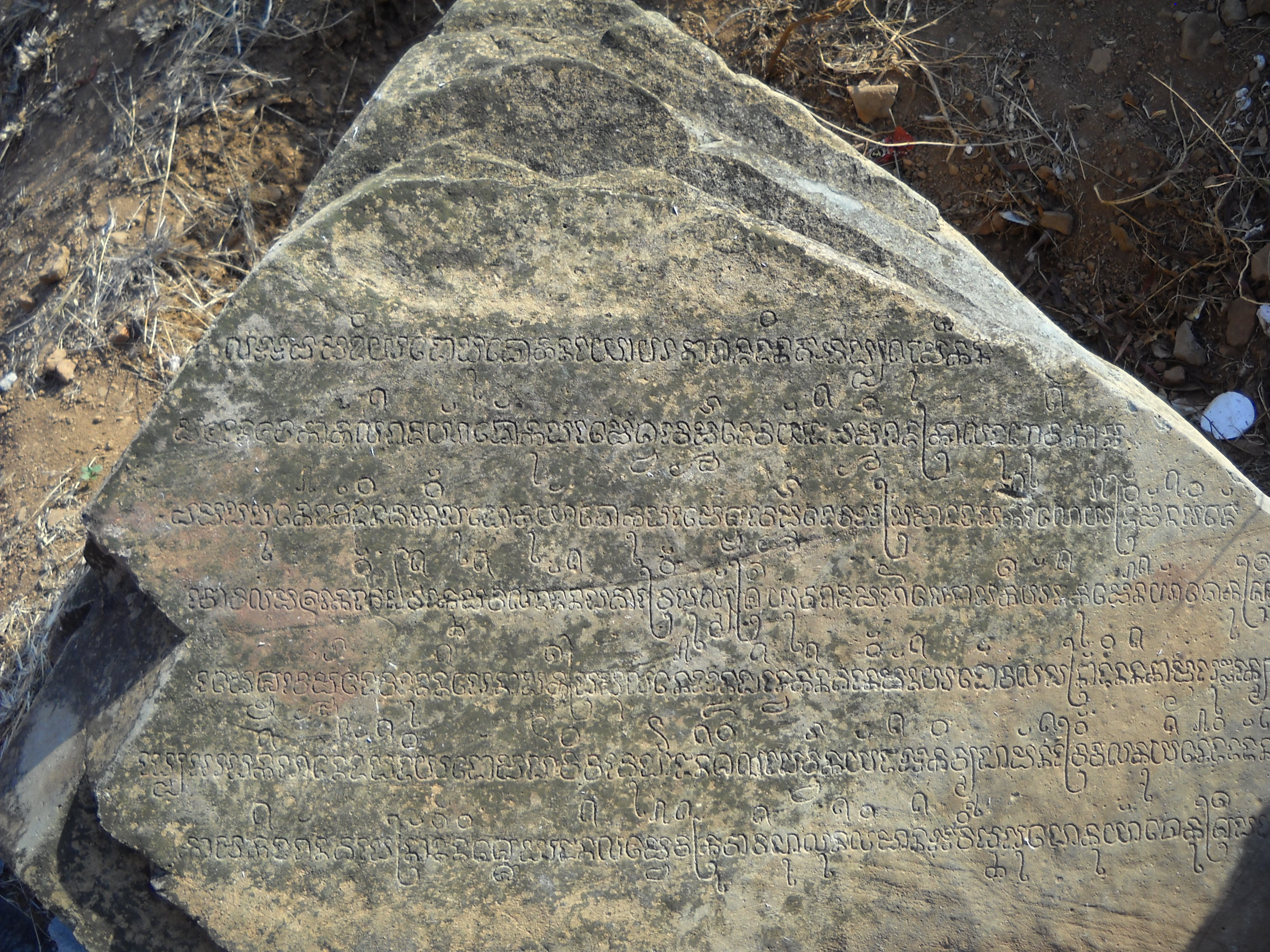
Inskrypcja czamska na kamieniu przy Świątyni Po Klon Garai

Obszary te są również źródłem inskrypcji przypisywanych Czamom. Najstarsze z nich, to datowane na podstawie analizy paleograficznej: znaleziona w Kautharze sanskrycka inskrypcja Võ Cạnh (C40) (II-IV w.) i znaleziona w dolinie Thu Bồn inskrypcja Đông Yên Châu (C174) w języku czamskim. Inskrypcje te nie dają się powiązać z innymi zapisami i nie wnoszą nic do historii Czamów. Zwarta grupa zapisów pojawia się dopiero w okresie V-VIII wieku w Amarawati, sugerując, że kolebka państwa Czamów znajduje się w Mỹ Sơn. Od połowy VIII w. środek znalezisk paleograficznych przesuwa się na południe. Wtedy powstają najstarsze inskrypcje z Pandurangi datowane między 774 a 854 r.n.e. Większość z nich wykonana jest w sanskrycie, a niektóre częściowo lub całkowicie w języku czamskim. W X w. ponownie więcej inskrypcji pojawia się na północy, ale już nie są powiązane z Mỹ Sơn. Pojawia się nowa stolica Indrapura w Đồng Dương. W ciągu następnych 200 lat inskrypcje są mniej więcej równomiernie rozłożone między północą a południem, po czym ilość inskrypcji znalezionych na północy maleje. Ostatnia inskrypcja w Mỹ Sơn jest datowana na 1263 r. Po roku 1456 inskrypcje Czamów przestają się pojawiać, a kroniki stają się jedynym źródłem badań historycznych.

### Kroniki chińskie i wietnamskie

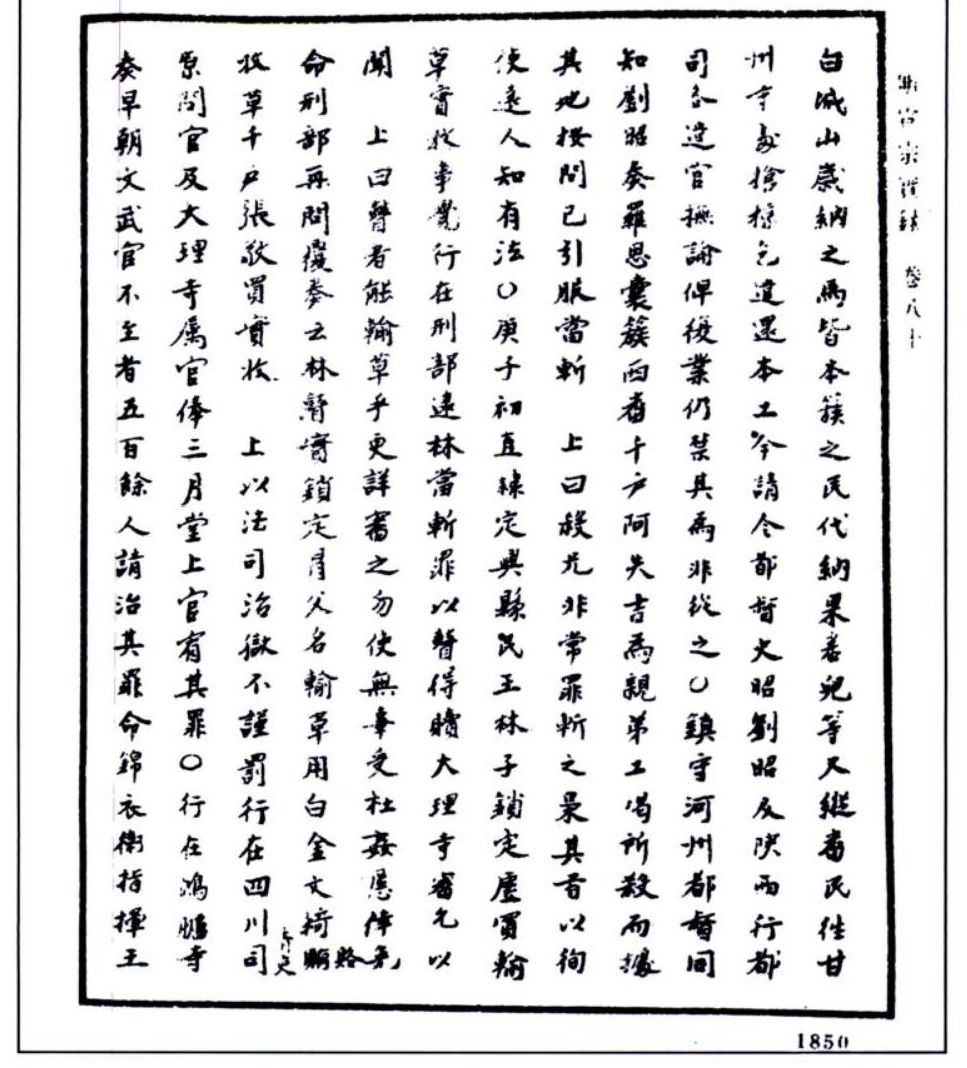
Fragment chińskiej kroniki Ming Shilu

Zapisy na temat państw istniejących w południowowschodniej części półwyspu Indochińskiego pojawiły się w kronikach chińskich dopiero ok. III w. n.e.. Większość z nich dotyczy silnego i rozległego królestwa Funanu, położonego gdzieś w dolnym biegu Mekongu. Państwo to na początku VII w. zostało zastąpione przez państwo Czenla. Zapisy te niestety nie pozwalają na dokładne określenie położenia i identyfikację ludności tego kraju. Pierwsze zapisy które przypisuje się Czampie dotyczą buntu w należącej do cesarstwa chińskiego prowincji Lin Yi i powstania tam niezależnego państwa. Z tych zapisów wynika jedynie, że Lin Yi leżało gdzieś na południe od Giao Chỉ. Późniejsze źródła wietnamskie są równie nieregularne jak chińskie i pozwalają jedynie na ogólną identyfikację miejsc i ludzi. Treść zapisów bardzo rzadko pozwala na skorelowanie opisanych faktów historycznych z faktami opisanymi w inskrypcjach. Okres między XVI a XIX w. kolonialni historycy badali wyłącznie w oparciu o źródła obce, głównie kroniki wietnamskie i chińskie. Obecnie włącza się do badań historycznych również manuskrypty czamskie.

### Problem nazw i lokalizacji państwa Czamów
Nazwa Czampa (sanskr. Campāpura lub Campānagara) pojawia się w połowie VII w. i jak twierdzą współcześni badacze nie jest nazwą zaimportowaną z Indii, lecz pochodzi od nazwy Czam (Čam), którą Czamowie określali samych siebie. Niestety nie udało się dotychczas określić zasięgu terytorialnego władzy poszczególnych dynastii do których przypisane są inskrypcje. I chociaż nie można wykluczyć, że te dynastie władały całym obszarem "Czampy", to nie ma dowodów na to, że była między nimi jakaś ciągłość władzy.
W kronikach chińskich, począwszy od II w. n.e. używane są różne nazwy na określenie państw leżących na terenach dzisiejszego środkowego Wietnamu. Pierwsze odnośniki dotyczą zbuntowanej prowincji Lin Yi. Nazwa ta jest używana do 757 r., potem zostaje zastąpiona przez Huanwang (環王, wiet. Hoàn Vương), a po 877 r. przez nazwę Zhancheng (占城, Miasto Czamów, wiet. Chiêm Thành). W międzyczasie pojawia się też nazwa Zhanpo (占婆, Czampa), co może sugerować, że Huanwang i Zhanpo to różne kraje. Po wyzwoleniu Wietnamu w odniesieniu do terytoriów położonych za południową granicą dominuje nazwa Chiêm Thành.
Biorąc to pod uwagę, właściwe odniesienie do terytorium można z pewnością przypisać jedynie tekstom pochodzącym z inskrypcji.

## Kolonialna historia Czampy
Historia Czampy została opracowana na początku XX w. przez francuskich archeologów i historyków kolonialnych i przedstawiona syntetycznie w fundamentalnej pracy Georges'a Maspero Królestwo Czampy. Francuzi przyjęli, oparte na ówczesnej wiedzy o wędrówkach ludów, przekonanie, że austronezyjczycy byli trzecią z kolei falą ludności wędrującej przez Indochiny w kierunku południowym, wypieraną przez czwartą falę złożoną z ludności mon-khmerskiej. W wyniku tego założenia powstał obraz wielkiego, jednolitego i rozległego państwa Czamów rozciągającego się od granic Giao Chỉ (okupowanego przez Chińczyków Wietnamu), na północy, do delty Mekongu na południu.
Wydarzenia przedstawione w obu kategoriach źródeł uporządkowano według dat, a nazwy własne przyporządkowano do siebie według podobieństwa i czasu. Z wykreślonej w ten sposób chronologii wynikało duże zróżnicowanie ilości historycznych zapisów w różnych okresach, dotyczących różnych terytoriów. Na podstawie dokładnej analizy powstała hipoteza, według której główny ośrodek państwa (stolica) miał być przenoszony w różne miejsca w zależności od sytuacji wewnętrznej i zewnętrznej. Terytorium Czampy począwszy od X w. było stopniowo przejmowane przez Wietnamczyków. W 1471 r. Czampa została całkowicie podbita, a jej pozostałość, Panduranga podlegała administracyjnie Wietnamowi.
Na początku naszej ery, w wyniku kolonizacji przeprowadzonej przez mieszkańców Indii, Azja Południowo-Wschodnia została zindianizowana. Procesowi temu uległa również Czampa. Chociaż indianizacja jest faktem, to teoria kolonizacyjna nie przetrwała próby czasu ustępując poglądowi, że było to wynikiem intensywnych podróży austronezyjskich żeglarzy i ich rozległych kontaktów nie tylko z Chinami, ale też z Indiami, a nawet Cesarstwem Rzymskim, na co są dowody zebrane w wykopaliskach Óc Eo, ’Ângkôr Borei i in. W wyniku tych kontaktów ludność regionu przyswoiła sobie kulturę, religię i struktury polityczne Indii, woląc je od sztywnych i zbiurokratyzowanych wzorów chińskich.

## Mandala Czampa
W wyniku ogromnego niedostatku materiałów źródłowych dużą rolę w historiografii Czampy odgrywają różnego rodzaju teorie spekulatywne. Najważniejszą z nich, popartą wynikami analizy tekstów źródłowych jest teoria, według której Czampa nie była jednolitym państwem, lecz wieloma luźno powiązanymi centrami politycznymi. Przyczyniło się do tego ukształtowanie terenu; długiego, ponad tysiąckilometrowego pasa wybrzeża oddzielonego od doliny Mekongu górami Annamskimi. Z tych gór w dość regularnych odstępach spływają prostopadle liczne i potężne rzeki. Zlewnie tych rzek oddzielone są od siebie schodzącymi do samego morza bocznymi pasmami górskimi, tworząc izolowane, żyzne enklawy doskonale nadające się do zamieszkania. W tych enklawach, w drugiej połowie I tysiąclecia p.n.e. zakładali swoje osiedla przodkowie Czamów tworząc zgodnie z modelem Bronsona strukturę gospodarczą obejmującą całe wybrzeże. Taka struktura pozwalała poszczególnym enklawom na utrzymanie dużej niezależności politycznej. Państwa te, powiązane ze sobą wspólną kulturą i językiem, konkurowały ze sobą, rozwijały się i upadały w rytm działania międzynarodowego handlu na morskim szlaku jedwabnym. W obliczu zagrożeń zewnętrznych mogły jednoczyć się w większą strukturę polityczną określaną jako mandala. M. Vickery, główny przedstawiciel zwolenników odrębności politycznej czamskich państewek uważa, że dotychczasowe źródła nie zawierają żadnych dowodów na jednolitość Czampy, a dokładna ich analiza wskazuje, że wiele zapisów uważanych dotychczas za odnoszące się do tych samych faktów historycznych, nie ma ze sobą nic wspólnego. Zawarte w nich opisy wydarzeń i ludzi dotyczą różnych tworów politycznych. Krytykuje również teorię mandali, uważając podziały za zbyt duże dla jej utworzenia. Zwolennicy odrębności wyrażają również pogląd, że terytoria położone w bezpośrednim sąsiedztwie Giao Chỉ, w tym także Lin Yi, były zamieszkałe przez ludność mon-khmerską, a najdalej na północ wysunięte osiedla Czamów leżały w okolicy Huế.